# Tobas (danza)
La danza de los Tobas es una danza folclórica boliviana, creada en la ciudad de Oruro a inicios del siglo XX. Actualmente es bailada en importantes festivales como el Carnaval de Oruro y la Fiesta del Gran Poder. Su origen es urbano y guarda poca relación con el pueblo toba, aunque es su principal inspiración para la creación de este ritmo.
El 24 de marzo del 2014 el gobierno de Bolivia declaró a la danza de los Tobas como patrimonio material e inmaterial de la nación, con la contribución del investigador boliviano Juan Manuel Cuellar Carpio. Asimismo cada 24 de enero se celebra el día nacional de la danza de los Tobas en Bolivia.
La danza (los tobas) tiene como inspiración en vestimenta a los chunchos de Tarija de san roque ya que tiene una similitud en las primeras apariciones del Tobas hoy en día se ve el personaje antiguo del (toba-chuncho) en el carnaval de Oruro. La danza también está inspirada en la amazonia beniana y de La Paz (departamentos de Bolivia) ya que en la actualidad el traje del tobas es una de las vestimentas típicas del Beni y de La Paz.
La danza también hace presencia en festividades internacionales como el Carnaval con la Fuerza del Sol en  Arica, Chile, Fiesta de la Virgen de la Candelaria en Puno, Perú y la entrada Folclórica de Buenos Aires en Argentina.

## Historia
La historia de la danza de los tobas inicia a principios del siglo XX cuando el boliviano Tomás Cáceres Nava, quién había trabajado en los centros mineros de departamento de Oruro (en San José, La Colorada y la Mina Itos), viaja al sur de Bolivia en busca de nuevas exploraciones mineras junto a su hijo Donato Cáceres Véliz, llegando a la festividad religiosa de San Roque de la ciudad de  Tarija, de la cual quedaron fascinados al presenciar la danza de los Chunchos promesantes de San Roque.
Aproximadamente por el año 1905 Tomás y Donato Cáceres retornan a Oruro con la idea de crear una comparsa de danza inspirados en la danza de los Chunchos de San Roque. El investigador Juan Manuel Cuellar Carpio sostiene que la familia Cáceres, no tenía la intención directa de crear una danza nueva en un corto periodo sino que más bien la creación de la danza de los tobas se debe a un proceso de aceptación y desarrollo. La comparsa de danza de Tomás y Donato Cáceres presentaba una danza inspirada en los Chunchos de San Roque a partir del año 1905 en el Carnaval de Oruro y otras fiestas religiosas populares de los centros mineros de la ciudad de Oruro, que en esa época estaban en auge. El público espectante era el que nombraba a las comparsas, al ver los atuendos de la danza implementada en Oruro les denominaban la comparsa de los Ch'unch'us término peyorativo usado por los indígenas aimara a cualquier grupo indígena de las tierras bajas que consideraban salvajes, otro término con el que denominaban a la comparsa era Cambá, pero el término más usado fue la "comparsa de los tobas" debido a la popularización de la noticia internacional de la muerte en causas misteriosas del explorador francés Jules Crevaux en 1882 quien habría sido asesinado por los tobas a orillas del río Pilcomayo.
La comparsa de danza de Tomás y Donato Cáceres se organiza oficialmente con el apoyo de trabajadores mineros el 14 de enero del año 1917 con el nombre "Comparsa de Tobas de Oruro" en la Zona Sud adoptando de la danza de los Chunchos de San Roque la vestimenta y algunos pasos dotándole a la danza de otra música de mayor agilidad. La nueva música le dio un aire más enérgico despertando en el imaginario orureño a los tobas que habitaban en las orillas del río Pilcomayo, en las lejanas tierras del Chaco a los que se les consideraba temibles, feroces e indómitos.

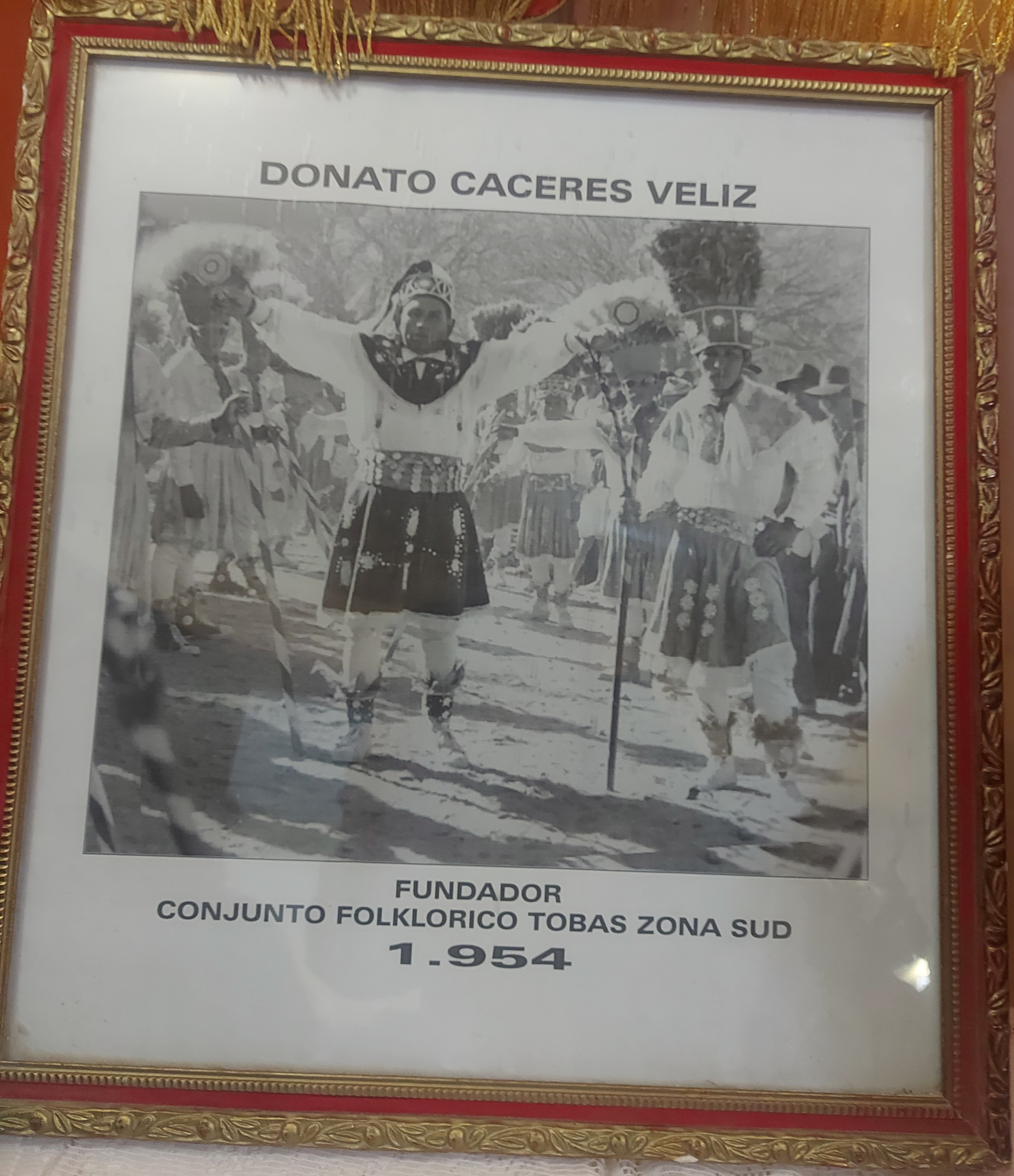
Donato Cáceres Veliz en 1954 fundador del conjunto Tobas Zona Sud

En el año 1930 Mateo Escalera Bravo, persona hábil en la interpretación de instrumentos de vientos, quién en colaboración de Leocadio Escalera Bravo fundan la comparsa de los “Tobas San José” para participar principalmente de la festividad minera del Tata San José y “Virgen de las Nieves” en el campamento minero La Colorada de Oruro.
En el año 1945 Cristóbal Franco quien fue un respetable artista de la danza y música orureña, fomentando el desarrollo de bailes nativos por largas décadas funda la comparsa Tobas Zona Central. Posteriormente en el año 1984 un grupo de bailarines, con la intención de recuperar las comparsas que habían desaparecido, reorganizan la Comparsa de Tobas San José y la Comparsa Tobas Zona Central dándole una fecha simbólica de fundación del año 1911 en conmemoración y reconocimiento a los "carreritos" personas que se dedicaban al transporte en carros de mano y la contribución que habían realizado en el desarrollo de la danza de los tobas.
En el año 1976 Carlos Feliciano Lenis, quien fue anteriormente directivo y pasante de los Tobas Sud por muchos años funda los Tobas Uru Uru, aportando con su experiencia en la organización para la marcha de este conjunto.
La danza originalmente fue interpretada por pinquillos y quenas, posteriormente a partir del año 1960 fue remplazado por instrumentos de bronce.

## Significado e importancia de la danza
La danza de los tobas manifiesta mensajes para preservar la identidad de los pueblos indígenas y de respeto y preservación de la naturaleza y biodiversidad a través de la danza y música. También para la concientización y visibilización del diverso mosaico sociocultural que existe en Bolivia, además de transmitir a las futuras generaciones el legado cultural ancestral e histórico de Bolivia.

## Coreografía
La danza de los tobas es una danza acrobática que expresa el sentimiento de guerrero y actitudes propias de la caza. Los bailarines llevan a cabo saltos atléticos y giros emulando arrojar sus lanzas al enemigo o a su presa, mostrando también sigilo y acecho.
Cada paso de la danza tiene su nombre especial:
- El bolívar (rápido con saltos regulares)
- Emboscada, con saltos rápidos y regulares
- el cambá (muy ágil, con saltos de hasta un metro de altura),
- el chucu-chucu (con un ritmo más rápido que entretiene a la audiencia en la punta de los pies casi en las rodillas) y
- el salto callahui.
- el paso de la flecha es un son de guerra de los tobas del sud; representa la fuerza, el coraje y el valor de grupos étnicos que buscan la libertad de los pueblos;
- el paso corazones de amistad es practicado en honor a los demás departamentos de Bolivia como muestra de amor, cariño y hermandad de la tierra del Pagador;
- el combate de tribus es un paso ágil que representa el enfrentamiento de tribus para mantener su cultura e independencia de pueblo libre y soberano.

## Vestimenta
Los danzantes varones de Tobas usan chalecos, sombreros con plumas, pantalones con flecos y tobilleras cosidas con pezuñas de animales, otros llevan tobilleras adornada con plumas.
Las danzantes femeninas de los tobas incluye un adorno en la cabeza, enteramente hecho de plumas decoradas con bordados y pedrería, una falda con la parte de arriba decorada con tela de colores, con cuentas y flecos en la parte inferior, con pezuñas de cordero cosidas a una banda de tela y atadas alrededor del tobillo , una lanza, hacha u otra arma de guerra, un brazalete de plumas, una tobillera de plumas y elásticos.
Personajes como el brujo, hechicero o Chamán usan máscaras y bastones. La relación de los danzantes con el "espíritu del mundo" está representado por la participación de los "hechiceros".

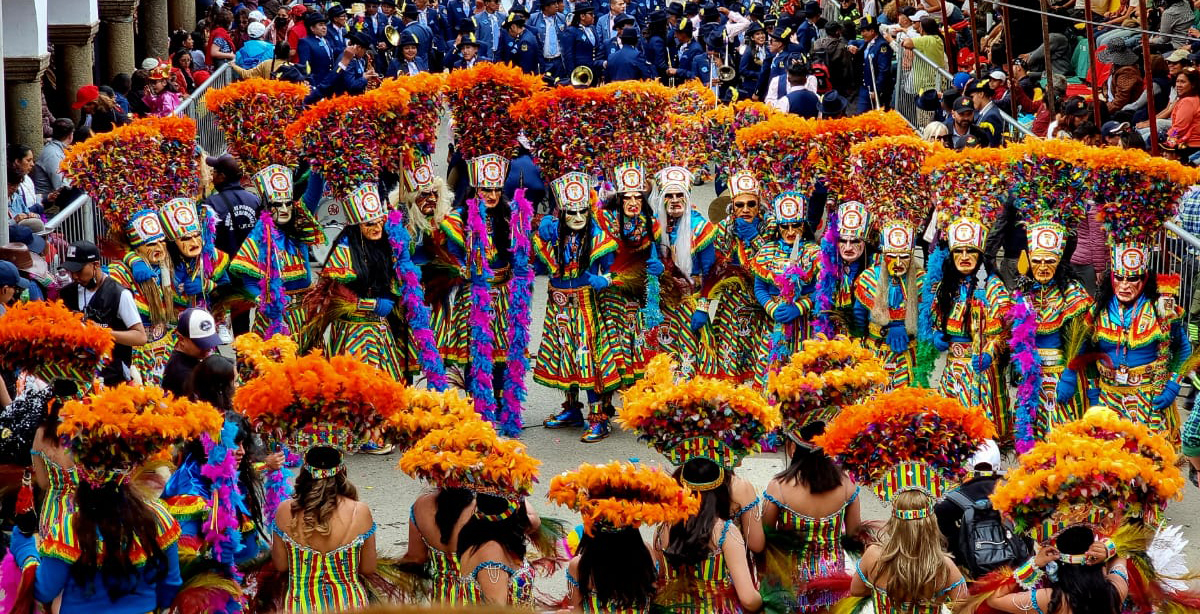
Bailarines en la entrada del carnaval de Oruro